# آنا كيزنهوفر
آنا كيزنهوفر (مواليد 14 فبراير 1991 م) هي متسابقة دراجات نمساوية، فازت بالميدالية الذهبية في سباق الدرجات للسيدات في أولمبياد 2020.